# Bulgarie au Concours Eurovision de la chanson 2018
La Bulgarie est l'un des quarante-trois pays participants du Concours Eurovision de la chanson 2018, qui se déroule à Lisbonne au Portugal. Le pays est représenté par le groupe Equinox et sa chanson Bones, sélectionnés en interne par le diffuseur bulgare BNT. Le groupe termine à la 14e place de la finale, recevant un total de 166 points.

## Sélection
La participation de la Bulgarie à l'Eurovision 2018 a été confirmée le 19 septembre 2017. Quelques semaines plus tard, il est annoncé que le représentant du pays sera une nouvelle fois sélectionné en interne. Un appel à candidatures a été lancé du 24 novembre 2017 au 20 décembre 2017, avant d'être étendu jusqu'au 29 décembre 2017.
Au terme de cette période, le diffuseur bulgares a reçu un total de 202 candidatures, parmi lesquels 13 ont été retenues pour la suite du processus. Les titres des chansons ont été révélés le 31 décembre 2017. Ces chansons sont :
- A New Home
- Bad News
- Bones
- Choosing
- Cold as Ice
- Collide
- Colours
- Love Never Lies
- Lovers to Enemies
- Rebirth
- Sky Symphony
- Two Hearts Collide
- You Will be the Change

Différents panels de votants ont ensuite noté chacune des treize chansons, ce qui a permis de restreindre le nombre de projets à trois le 18 janvier 2018.
L'annonce officielle de l'artiste et de la chanson qui concourront pour la Bulgarie à Lisbonne a eu lieu le 12 mars 2018. Le groupe Equinox représentera le pays avec la chanson Bones.

## À l'Eurovision
La Bulgarie a participé à la première demi-finale, le 8 mai 2018. Elle y termine 7e avec 177 points, ce qui lui permet de se qualifier pour la finale du 12 mai 2018, où elle termine en 14e place avec 166 points.